# Ghulam Jilani Khan
Ghulam Jilani Khan ou plus simplement Ghulam Jillani (ourdou : غلام جيلانى خان), né en 1925 à Gujranwala et mort en 1999 à Lahore, est un militaire pakistanais. Il a surtout été directeur-général de l'Inter-Services Intelligence (ISI), les puissants services de renseignement de l'armée, entre 1971 et 1978, sous Zulfikar Ali Bhutto. Soutenant Muhammad Zia-ul-Haq qui mène un coup d’État en 1977, il devient ensuite ministre de la Défense puis gouverneur du Pendjab.

## Jeunesse et débuts dans l'armée
Ghulam Jilani Khan est né en 1925 à Gujranwala, à l'époque situé dans la province Pendjab et sous la domination du Raj britannique en Inde. En 1944, il intègre l'armée indienne britannique. Dans le contexte du mouvement pour l'indépendance de l'Inde et du mouvement pour le Pakistan, il choisit de rejoindre le Pakistan à la suite de la partition des Indes en 1947. Jusqu'en 1948, il participe à la Première guerre indo-pakistanaise en tant que volontaire parmi les insurgés en faveur de l'intégration du Cachemire au Pakistan. Il se fait ainsi remarquer par la hiérarchie et poursuit sa formation d'officier à Washington D.C. en 1952.

## Directeur général de l'ISI
Ghulam Jillani devient directeur-général de l'Inter-Services Intelligence (ISI), les services secrets militaires, en octobre 1971. Il exerce alors que le socialiste Zulfikar Ali Bhutto est devenu l'homme fort de pouvoir civil, et les deux hommes nourrissent de bonnes relations. Sous sa direction, Jillani va développer l'ISI qui commence à intervenir en Afghanistan voisin en plus de jouer un rôle politique au Pakistan. Obtenant la confiance d'Ali Bhutto, il l'aurait notamment convaincu de nommer Muhammad Zia-ul-Haq au poste de chef de l'armée pakistanaise en octobre 1976. En 1977, Jillani soutient encore Ali Bhutto et loue même comme symbole « d'unité et d'intégrité ». Toutefois, à la suite des élections législatives de mars 1977, des contestations éclatent de la part des conservateurs qui dénoncent des fraudes électorales. Jillani soutient le chef de l'armée qui mène un coup d'État le 5 juillet 1977 et prend le pouvoir, faisant exécuter Ali Bhutto deux années plus tard. 

## Rôle politique
Dès 1978, Ghulam Jillani abandonne la direction de l'ISI mais intègre le gouvernement de Muhammad Zia-ul-Haq en tant que ministre de la Défense. Il quitte ce poste en 1980 pour devenir gouverneur du Pendjab, poste qu'il occupe jusqu'en 1985. 